# Samisoni Fonomanu Tu'i'afitu
El Hon. Tu'i'afitu (21 de diciembre de 1933 - 4 de octubre de 2005), nacido Samisoni Fonomanu Tu'i'afitu, fue un noble y político tongano. Se desempeñó como Gobernador de Vava'u, y por lo tanto como miembro de la Asamblea Legislativa. 

## Educación
Tu'i'afitu cursó sus estudios en Tonga High School y luego en Australia en el Newington College (1953–1955). Luego asistió a Seddon Memorial Technical College en Auckland, Nueva Zelanda.

## Carrera de servicio público
Se unió al Servicio Civil de Tonga como empleado administrativo en 1962 y fue ascendido a oficial administrativo en el Aeropuerto Internacional de Fua'amotu en 1968. Se convirtió en oficial superior de administración en el aeropuerto en 1984 y luego en oficial superior de administración del aeropuerto de Lupepau'u en Vavaʻu en 1987.

## Parlamento
Tu'i'afitu se desempeñó como Ministro de Tierras, Encuestas y Recursos Naturales.

## Gobernador de Vavaʻu
En 1976 se le fue otorgado el título noble de Tu'i'afitu. y en 1988 fue nombrado Gobernador interino de Vavaʻu, luego en 1991, Gobernador.